# 위층 여자
"위층 여자"는 2014년에 개봉한 대한민국의 영화이다.

## 캐스팅
- 서유리 : 인경 역
- 박원빈 : 도환 역
- 김윤전 : 화진 역
- 방대한 : 경비 역
- 김경룡 : 신할머니 역
- 이상민 : 덩치 역